# Althofen
Althofen est une commune autrichienne du district de Sankt Veit an der Glan en Carinthie.

## Galerie

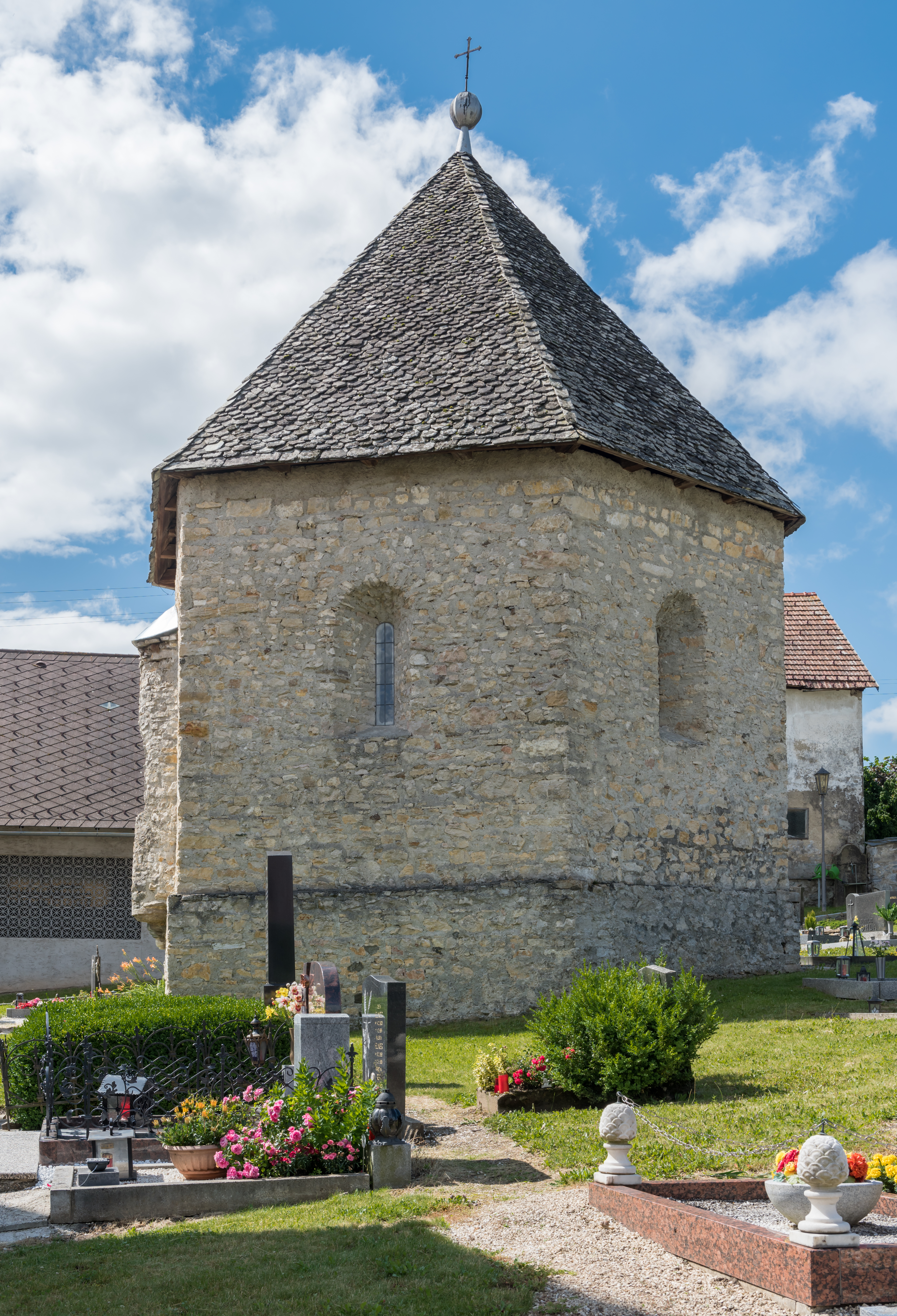
Église gothique et cimetière du quartier Friedhofsteig, 2015